# Malakoff, Texas
Malakoff är en ort i Henderson County i delstaten Texas, USA.